# Арболеда, Иван
Иван Маурисио Арболеда (исп. Iván Mauricio Arboleda; род. 21 апреля 1996 года, Тумако, Колумбия) — колумбийский футболист, вратарь.

## Клубная карьера
Арболеда — воспитанник клуба «Депортиво Пасто». В 2014 году Ива подписал свой первый профессиональный контракт с аргентинским «Банфилдом». 20 марта 2016 года в матче против «Ривер Плейт» он дебютировал в аргентинской Примере.

## Международная карьера
В 2013 году в составе юношеской сборной Колумбии Арболеда принял участие в юношеском чемпионате Южной Америки в Аргентине. На турнире он сыграл в матчах против команд Аргентины, Эквадора, Венесуэлы и Парагвая.